# Nanking
Nanking (kitajsko: 南京; pinjin: Nánjīng; mandarinska izgovorjava: [nǎn.tɕíŋ] () je glavno mesto kitajske province Džjangsu ter pomembno mesto v kitajski zgodovini in kulturi, mdr. je sedež katoliške nadškofije (ustanovljene 1946).

## Etimologija
Nanking se v kitajščini zapiše kot '南京', kar pomeni 'južna prestolnica'. Poimenovanje mesta Nanking se je v angleškem govornem okolju največ rabilo do pinjinske jezikovne prenove, v slovenščini pa se je že v preteklosti uveljavilo slovensko ime (eksonim): Nanking (tako kot Peking, Šanghaj, Sečuan …).
1. ↑  »Kitajščina, člen 29«. pravopis8.fran.si. Pridobljeno 11. marca 2025.